# Inge Adriansen
Inge Adriansen (født 27. juli 1944 i Fruering, død 27. oktober 2017 i Sønderborg) var en dansk kulturhistoriker, forfatter og museumsinspektør på Museet på Sønderborg Slot. Hun har udgivet adskillige bøger og artikler, og har særligt forsket i Sønderjylland.

## Opvækst og uddannelse
Adriansen blev født i Fruering ved Skanderborg, hvor hun også voksede op. Hun gik på Aarhus Katedralskole, hvor hun blev student i 1963 med russisk som andet fremmedsprog. Herefter blev hun uddannet som lærer i historie fra Danmarks Lærerhøjskole i 1969.

## Karriere
Adriansen blev ansat på Museet på Sønderborg Slot. I 1988 blev hun ph.d. i nordisk folkemindevidenskab fra Københavns Universitet, og blev herefter ansat som museumsinspektør på Sønderborg Slot. Hun bestred denne stilling frem til 2002, hvor hun blev souschef på museet. Fra 2007 har hun også været adjungeret professor på Syddansk Universitet. I 2014 blev hun pensioneret. Inge Adriansen fortsatte efter pensioneringen som foredragsholder og som medarrangør af det årlige historiekursus på Idrætshøjskolen i Sønderborg, hvor hun sidste gang medvirkede i februar 2017.
Inge Adriansen har særligt forsket i Sønderjyllands historie, men har også forsket i mad fra området og udgav således den kulturhistoriske kogebog Smag på Sønderjylland i 2012. Hun er medlem af Det Danske Gastronomiske Akademi. I 2009 portrætterede hun Bi Skaarup i bogen Historiens Ildsjæle, der blev udgivet af Dansk Historisk Fællesråd i anledning af organisationens 100-års jubilæum. Adriansen selv blev også beskrevet blandt de 18 ildsjæle som indgik i bogen.

## Hæder
I 2005 modtog hun en pris fra Ole Haslunds Kunstnerfond. Året efter blev hun udnævnt til Ridder af Dannebrog.
I 2010 blev hendes bog Erindringssteder i Danmark – monumenter, mindesmærker og mødesteder nr. 2 ved Dansk Historisk Fællesråd prisuddeling Årets historiske bog.
I april 2022 blev det meddelt, at hun får sin mindeskulptur ved Sønderborg Slot, hvor hun var ansat i 45 år.

## Forfatterskab
- Ivan fra Odessa – Krigsfanger i Nordslesvig og Danmark 1914-1920, Historisk Samfund for Als og Sundeved, 1991
- Kristensen, Henrik Skov; Als og Sundeved 1940-1945, Historisk Samfund for Als og Sundeved, 1995 (2. udgave i 2005)
- Nationale symboler i det Danske Rige, 1830-2000, bind 1 (Fra fyrstestat til nationalstater). Museum Tusculanums Forlag (2003)
- Nationale symboler i det Danske Rige, 1830-2000, bind 2 (Fra undersåtter til nation). Museum Tusculanums Forlag (2003)
- Fra oplysningstid til imperialisme. 2007, ISBN 9788702044935.
- Erindringssteder i Danmark. Monumenter, mindesmærker og mødesteder. Museum Tusculanums Forlag (2010).
- Dam-Jensen, Elsemarie; Madsen, Lennart S. (red.), Sønderjylland A-Å, Historisk Samfund for Sønderjylland, 2011. ISBN 978-87-7406-120-5.
- Smag på Sønderjylland, København 2012

### Andet
- Inge Adriansen (1987), "Mor Danmark", Folk og kultur, årbog for dansk etnologi og folkemindevidenskab, 16 (1): 105-163, Wikidata  Q60220208
- "Myten om det runde bord" (kronik i Skalk 1993 nr. 5, s. 22-30)
- "Løve på rejse" (kronik i Skalk 2011 nr. 4, s. 18-27)
- Kjærgaard, Thorkild; Adriansen, Inge; Kristensen, Hans Helmer og Johnsen, Axel: "Veje og vildveje på Dybbøl Banke", (Jyllands-Posten 22. januar 2000)
- Inge Adriansen (1. januar 2006), "Grundtvigs bidrag til udvikling af danske nationale symboler", Grundtvig-Studier, 57 (1): 67-98, doi:10.7146/GRS.V57I1.16493, Wikidata  Q113376502